# Goethe in der Campagna
Goethe in der Campagna (auch: Goethe in der römischen Campagna) ist der Titel des bekanntesten Gemäldes von Johann Heinrich Wilhelm Tischbein. Das großformatige Bild im klassizistischen Stil zeigt den Dichter Johann Wolfgang von Goethe, den der Maler auf dessen Italienreise 1786/87 porträtierte. Es gehört seit 1887 dem Städel in Goethes Geburtsstadt Frankfurt.

## Entstehung
Auf seiner Italienreise erreichte Goethe am 29. Oktober 1786 Rom. Dort wohnte er in der gemeinsamen Wohnung der Maler Tischbein, Johann Georg Schütz (1755–1813) und Johann Friedrich Bury (1763–1823). Tischbein bezog zu dieser Zeit ein Stipendium, das ihm der Herzog Ernst II. von Gotha-Altenburg auf Vermittlung Goethes gewährt hatte. Zwischen den beiden fast gleichaltrigen Männern entstand zunächst eine enge Freundschaft; Tischbein hielt den Besucher auf mehreren Zeichnungen fest. Am 9. Dezember 1786 schrieb er dann in einem Brief an Johann Caspar Lavater: „Sie haben in allem Recht, was Sie von Goethe sagten. […] Ich habe sein Porträt angefangen und werde es in Lebensgröße machen, wie er auf denen Ruinen sitzet und über das Schicksal der menschlichen Werke nachdenket.“ In seinem zwischen 1813 und 1817 erschienenen Bericht über die Italienreise, der wiederum auf seinen Tagebüchern basiert, erwähnt Goethe das Gemälde mehrmals, so im Eintrag zum 29. Dezember 1786: „Ich soll in Lebensgröße als Reisender, in einen weißen Mantel gehüllt, in freier Luft auf einem umgestürzten Obelisken sitzend, vorgestellt werden, die tief im Hintergrunde liegenden Ruinen der Campagna di Roma überschauend. Es gibt ein schönes Bild, nur zu groß für unsere nordischen Wohnungen. Ich werde wohl wieder dort unterkriechen, das Porträt aber wird keinen Platz finden.“ Unter dem 17. Februar 1787: „Das große Porträt, welches Tischbein von mir unternommen, wächst schon aus der Leinwand heraus. Der Künstler hat sich durch einen fertigen Bildhauer ein kleines Modell von Ton machen lassen, welches gar zierlich mit einem Mantel drapiert worden. Darnach malt er fleißig“.
Aus der Entstehungszeit sind nach Schulte-Strathaus drei Vorzeichnungen erhalten, die entscheidende Phasen der Entstehung des Bildes dokumentieren.
Kurz nach Goethes Tod wurde eine, vom Besitzer Goethe selbst zugeschriebene, getuschte und aquarellierte Zeichnung nach Weimar gestiftet. Goethes Sekretär Schuchardt befragte dazu den Zeitzeugen Johann Heinrich Meyer. Dieser erklärte, die Zuschreibung sei irrig. Friedrich Bury habe die Figur gezeichnet, er, Meyer, habe sie ausgetuscht und leicht coloriert, und von Johann Georg Schütz rühre die Landschaft her.
Goethe besaß in einer Mappe eine flüchtige Tuschskizze zum Bild (Schriften der Goethe-Gesellschaft, XXVI, 1910, Tafel 7).
Aus dem Besitz des Freiherrn von Cotta war eine Aquarellskizze des Kopfes in Lebensgröße bekannt.
Ob es sich um ein Original oder eine Kopie handelte, war für Schulte-Strathaus nicht zu klären.
Am 22. Februar 1787 reisten die beiden Männer gemeinsam nach Neapel, von wo aus Goethe am 29. März nach Sizilien aufbrach, während Tischbein nach Rom zurückkehrte, um Anfang Juli ganz nach Neapel überzusiedeln. Goethe war am 7. Juni wieder in Rom. Danach erwähnt die „Italienische Reise“ das Bild noch einmal: „Mein Porträt wird glücklich, es gleicht sehr, und der Gedanke gefällt jedermann“ (Eintrag vom 27. Juni).
Zum Ende des Aufenthaltes hin kühlte die Freundschaft zwischen den beiden ab. Goethe bezeichnete den Maler 1789 in einem Brief an Johann Gottfried Herder als „Hasenfuß, […] faul, unzuverlässig, seitdem er von den Italienern das Metier der Falschheit, Wort- und Bundbrüchigkeit gelernt“ habe. Der Grund dafür war möglicherweise, dass Tischbein seinem Mäzen, dem Herzog von Gotha, nicht die erwarteten Gemälde lieferte. Tischbein versuchte später, den Kontakt zu Goethe wiederherzustellen, so gestaltete er einige Aquarelle zu Goethes Epos Reinecke Fuchs, erschienen 1794, mit denen er wieder an die einstige Freundschaft anknüpfen wollte.

## Bildbeschreibungen

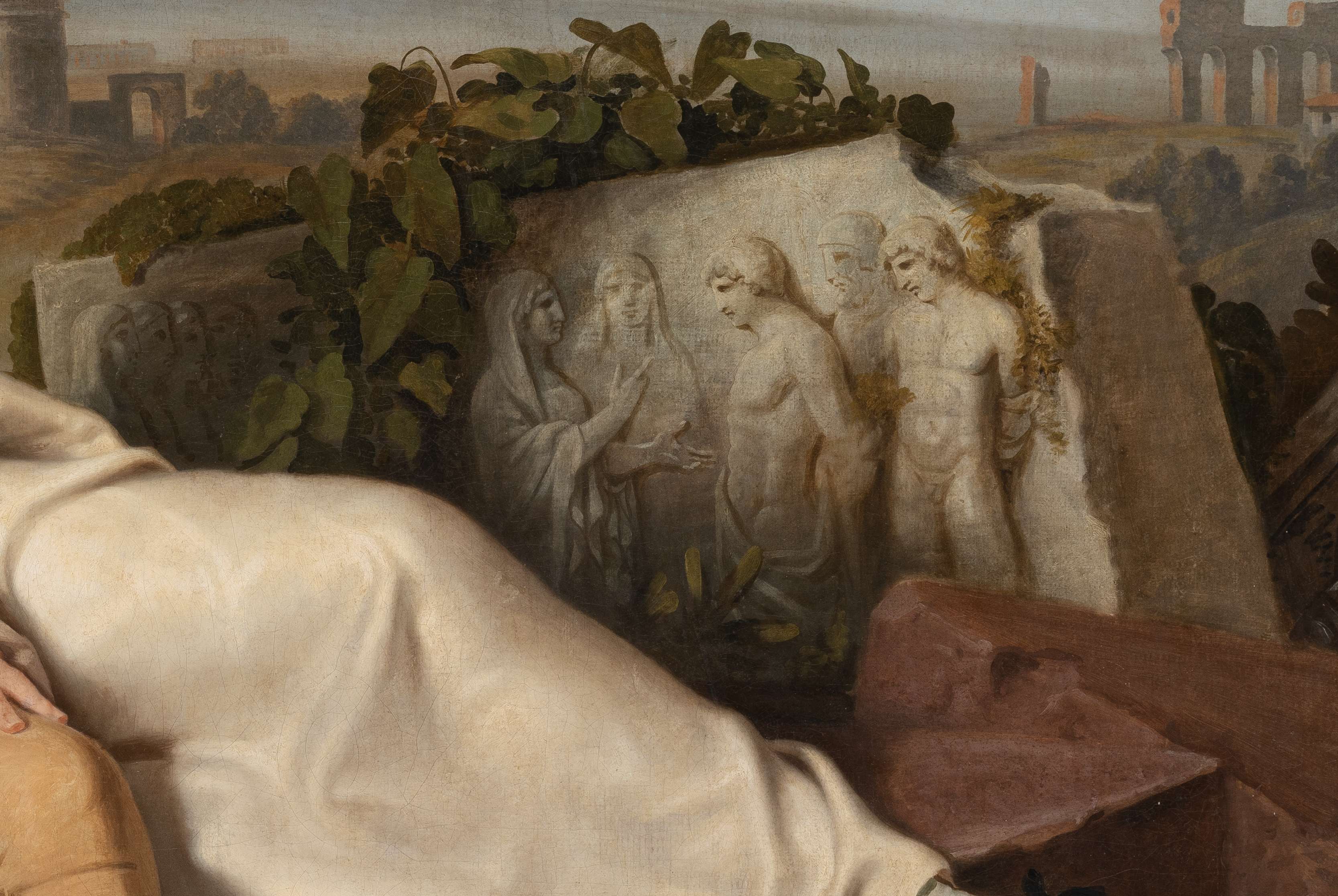
Relief mit Iphigenie und Orest

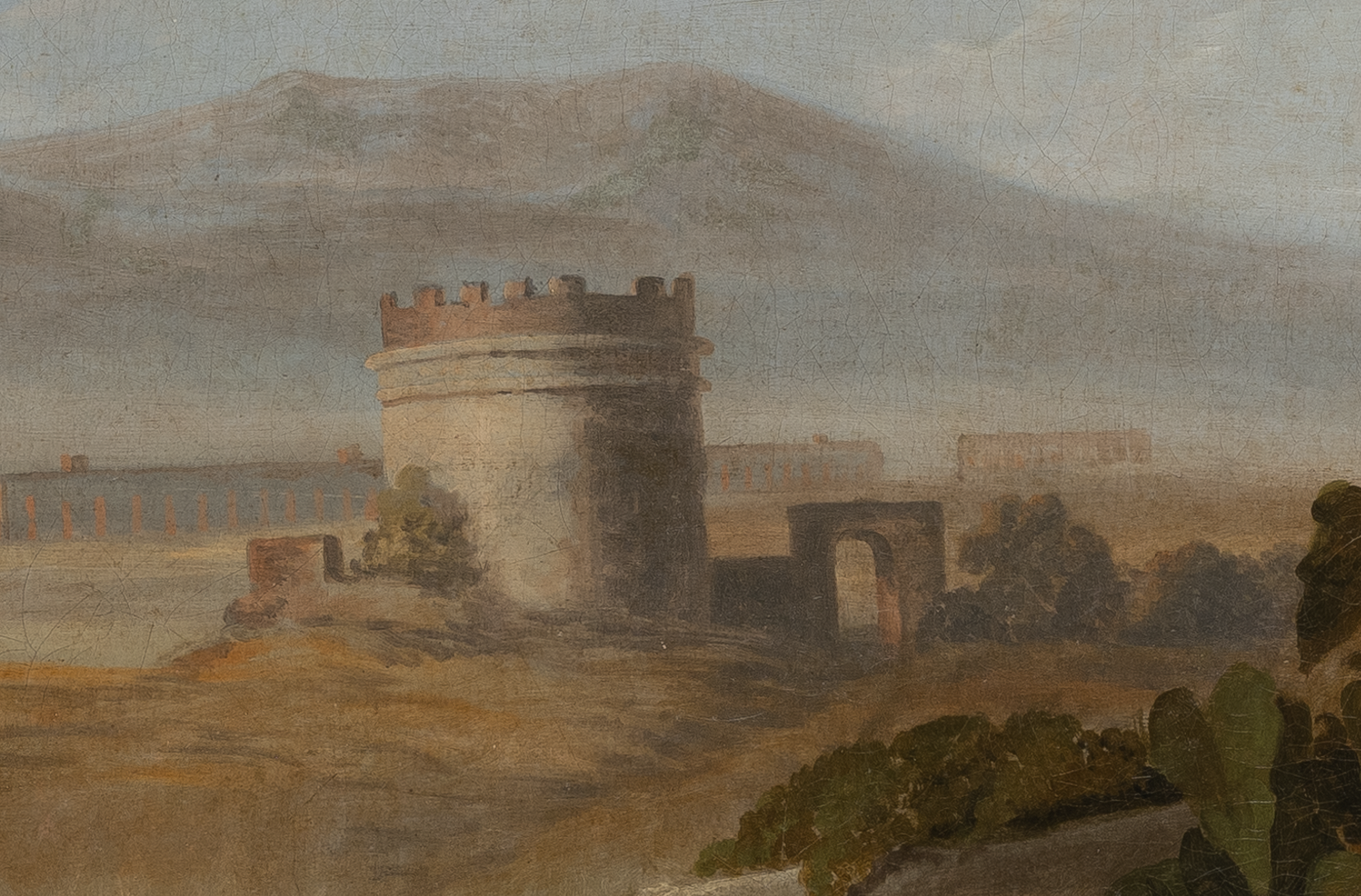
Grabmal der Caecilia Metella

Das Bild zeigt in mehr als Lebensgröße den Dichter im Viertelprofil, auf Gesteinsquadern ruhend, die sich anhand einer Vorzeichnung zu dem Gemälde als die Trümmer eines umgestürzten ägyptischen Obelisken identifizieren lassen. Sein Blick geht ernst und sinnend in die Ferne. Er trägt einen hellen mantelartigen Umhang, unter dem eine rote Jacke sichtbar wird, eine ockerfarbene Bundhose, hellblaue seidene Strümpfe und einen blaugrauen Schlapphut. Der so genannte „Reisemantel“ ist als in Goethes Besitz befindlich belegt.
Hinter Goethes Sitzplatz ist das efeuumrankte Fragment eines griechischen Marmorreliefs sichtbar, auf dem die Begegnung zwischen Iphigenie und ihrem Bruder Orest sowie Pylades auf Tauris dargestellt ist; rechts daneben befindet sich ein römisches Kompositkapitell. Links sieht man eine kleine Eiche, auf dem Boden vorn einige wenige Pflanzen, wovon zwei als Frauenmantel und Spitzwegerich identifiziert werden können.
Der „merkwürdig entleerte Bildhintergrund“ stellt keine reale Landschaft dar. Tischbein komponierte vielmehr seine römische Campagna aus unterschiedlichen Elementen, so den Ruinen eines römischen Aquädukts und dem Grabmal der Caecilia Metella, das in Wirklichkeit an der Via Appia vor den Toren Roms gelegen war. Am rechten Bildrand sieht man ein kleines ländliches Haus mit zwei Fenstern. In der Ferne erscheint der Höhenzug der Sabiner Berge, nach anderer Darstellung handelt es sich um die Albaner Berge. Der Himmel ist – außer in der Umgebung von Goethes Kopf – recht dunkel bewölkt.

## Diskussion um anatomische Mängel
Ganz offensichtlich hat die Darstellung Goethes erhebliche anatomische Mängel. So wirkt das linke Bein des Dichters unnatürlich lang und die Proportion zwischen Beinen und Torso ist ebenso irritierend wie die Haltung der Schultern gegenüber den Beinen; offensichtlich sind zwei linke Füße abgebildet, mit den entsprechenden Schuhen. Deshalb stellte sich die Frage, ob Tischbein mit der Darstellung überfordert war. Tatsächlich finden sich ähnliche Missverhältnisse auf keinem anderen Werk des Malers. Grund für die merkwürdige Anatomie ist wohl nicht künstlerisches Unvermögen, sondern die Werkgeschichte: Tischbein konnte das 1786 begonnene Bild nicht fertigstellen, bevor er 1799 Neapel wegen kriegerischer Ereignisse verlassen musste. Er hat es daher auch nicht signiert. Untersuchungen des Farbauftrags haben ergeben, dass mutmaßlich nur Kopf, Hut und Mantel Goethes sowie sein linker Fuß detailliert ausgeführt worden waren. Anders als beim linken Schuh ist beim rechten keine elegante Schleife zu erkennen, wie sie Tischbein dargestellt hatte, sondern ein ungeordneter Schnürsenkel. Auf Infrarot- und Röntgen-Aufnahmen zeichnen sich die nachträglichen Ergänzungen nach Angaben des Städel-Museums nicht ab, weil sie nur wenige Jahre nach dem Original-Fragment ausgeführt wurden. Weder Tischbein noch Goethe sollen das „fertige“ Bild jemals gesehen haben, da es in Neapel mutmaßlich an den dänischen Konsul Christian Hermann Hegelin verkauft wurde; erst 1887 kam es als Schenkung nach Frankfurt.

## Vorbilder

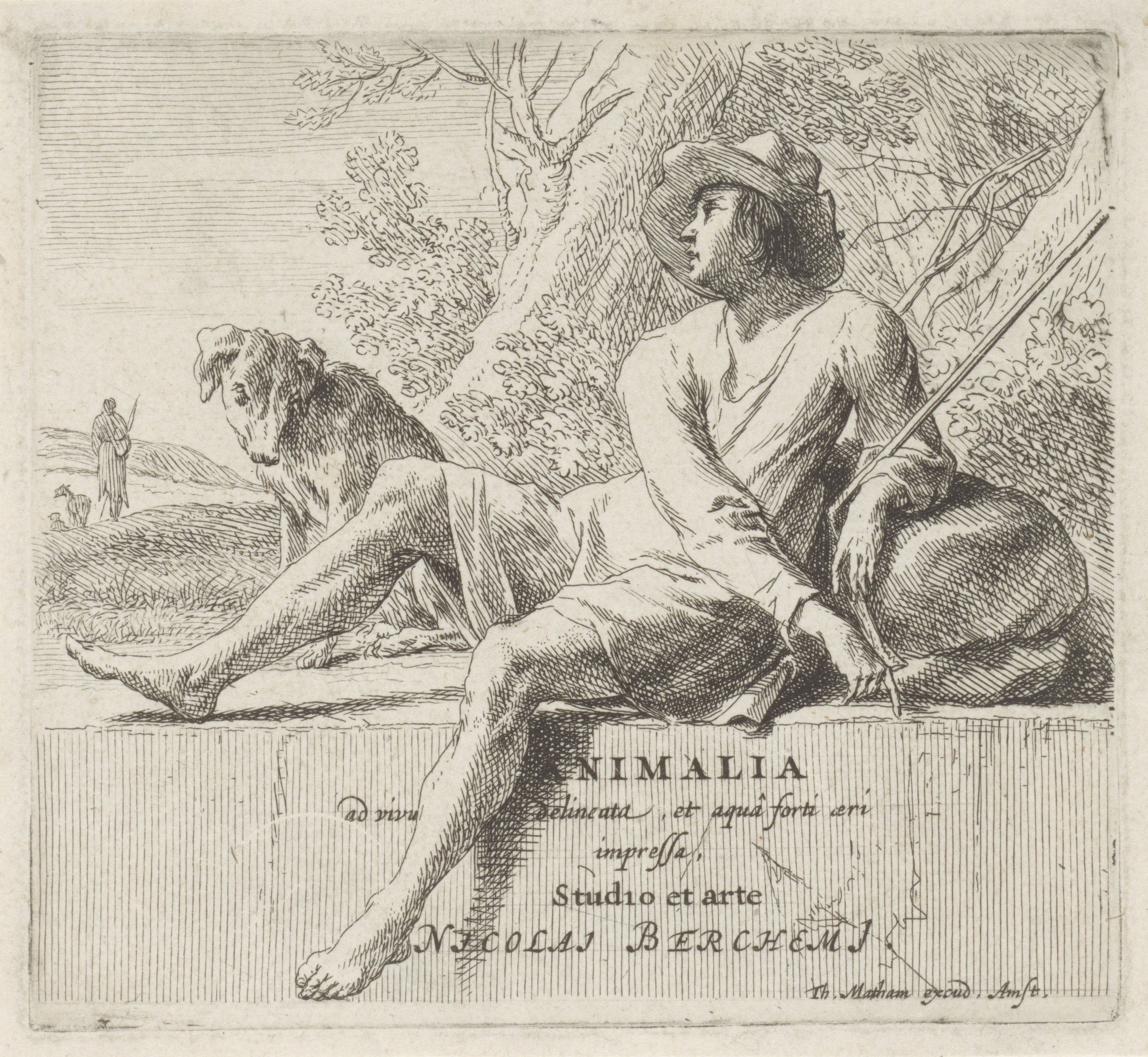
Nicolaes Pietersz. Berchem: Hirte mit Hund. Radierung, 10 × 11,3 cm (1648/1652)

Tischbeins Gemälde ist eine nach dem Vorbild des französischen Klassizismus angelegte Inszenierung, die mit der Ölskizze eines „Sitzbildes“ von Louis Gauffier, Jeune homme assis parmis débris antiques, direkt zu verbinden ist; Gauffier, ein Schüler Jacques Louis Davids, war seit 1785 an der französischen Akademie in Rom tätig. Die Wechselbeziehungen zwischen deutschen und französischen Künstlern im späten 18. Jahrhundert in Rom gerieten in der Kunstbetrachtung des 19. Jahrhunderts seit den Befreiungskriegen in Vergessenheit.
Die Komposition des Bildes basiert auf der einer Radierung Nicolaes Pietersz. Berchems. Berchems Werk enthält etwa 50 Gemälde und zahlreiche Radierungen mit italienischen Landschaften und ländlichem Personal. Als Vorlage für die Iphigenie-Szene des Reliefs nutzte Tischbein ein zeitgenössisches Gemälde von Benjamin West.
Neuere Forschungen zu Johann Kaspar Lavater betonen gelegentlich die Bezüge der Physiognomie des Bildnisses zu Lavaters Studien zur Physiognomik und vermerken dessen Einflüsse auf die europäischen Künstler, wie zum Beispiel auf Jacques Louis David und Tischbein. Die Haltung des Kopfes wird in der 6. und abschließenden Abbildung Goethes in Lavaters Physiognomischen Fragmenten wiedererkannt.

## Deutung
Das Bild stellt keine konkrete Situation aus Goethes Leben dar; Tischbeins Anliegen war es vielmehr, mit dem Gemälde eine allgemeingültige Aussage zu treffen. Über die Art dieser Aussage hat der Maler selbst Auskunft gegeben: Er wolle den Dichter darstellen, wie er „über das Schicksal der menschlichen Werke nachdenket“ (s. o.). Gemeint ist damit deren Vergänglichkeit; so formulierte Ludwig Strack, ein Vetter Tischbeins, 1787: „der schauervolle Gedanke der Vergänglichkeit scheinet auf seinem Gesichte zu schweben.“ Goethe ruht auf den Überresten der vergangenen antiken Welt. Deren Epochen sind von links nach rechts in der Reihenfolge ihres Auftretens aufgerufen: Der Obelisk repräsentiert das alte Ägypten, Griechenland ist durch das Relief versinnbildlicht (dessen Iphigenie-Darstellung zudem auf das Theaterstück Iphigenie auf Tauris anspielt, an dem der Dichter zu dieser Zeit arbeitete), und das römische Kapitell markiert den Abschluss der antiken Kunstentwicklung.
Zugleich gibt Tischbein mit dem Gemälde eine idealisierend-überhöhende Darstellung Goethes, der hier nicht nur als Dichter, sondern als Universalgelehrter erscheint. Seine Monumentalität wird unterstrichen durch die Überlebensgröße und die leichte Untersicht. Der große Hut gleicht einem Heiligenschein; die um den Hut herum aufbrechenden Wolken verstärken diese Wirkung und verklären den Dichter zur Lichtgestalt. Seine Einsamkeit hebt ihn über die Menge der Menschen empor.

## Provenienz
Tischbein „ließ sich das noch unvollendete großformatige Gemälde 1788 aus Rom nach Neapel nachsenden. Es blieb zunächst in seinem Atelier.“ Wegen des Einmarschs französischer Truppen verließ er Neapel und ließ das große Bild zurück. Es kam in das Eigentum des in Neapel ansässigen Bankiers Christian Hermann Heigelin, geb. Stuttgart 15. Dezember 1744, gest. Neapel 15. März 1820, 1787–1804 Dänischer Konsul in Neapel. Jürg Arnold nimmt an, dass Tischbein das Gemälde Heigelin verkauft hat. Nach dessen Tod kam es als Erbe bis 1827 an den Neffen Wilhelm Ludwig Heigelin, geb. Stuttgart 30. Juni 1772, gest. Neapel 7. Februar 1838, dann in das Eigentum von dessen Ehefrau, Olympia Heigelin, geb. Cutler (* 1777, gest. Neapel 1860). Offenbar wurde das Gemälde im Jahr 1837 verkauft. Es wurde der Öffentlichkeit erst etwa 60 Jahre nach der Entstehung in den 1840er Jahren bekannt, als es nach einer Italienreise Carl Mayer Freiherrn von Rothschilds in den Besitz des Frankfurter Zweiges der Bankiersfamilie Rothschild gelangte. Laut Ernst Schulte-Strathaus soll Carl Mayer Freiherr von Rothschild das Gemälde in Rom durch die Vermittlung seines neapolitanischen Prokuristen Haller erworben haben. Seit den 1850er Jahren wurde das Bild in einem Landsitz der Rothschilds, der Günthersburg bei Frankfurt aufbewahrt. Das Bild gelangte 1887, 100 Jahre nach seiner Entstehung, als Schenkung von Adele Hannah Charlotte von Rothschild in die Sammlung des Frankfurter Städel-Museums, wo es für mehr als 100 Jahre im Eingangsbereich präsentiert wurde. Seit den 1970er Jahren ist der Präsentationsort des Gemäldes ein strittiges Thema im Museum. Als Klaus Gallwitz 1974 die Städel-Direktion übernahm, entfernte er Tischbeins Gemälde Goethe in der Campagna aus dem Museumsaufgang. Dem Einspruch von Hermann Josef Abs, ehemaliger Bankier und seinerzeit Vorsitzender der privaten Städel-Administration, wurde stattgegeben und das Gemälde kam an den alten Platz zurück. Nachdem es im Zuge der 1994 begonnenen Renovierung in die ständige Sammlung integriert wurde, hängt es nach dem neuerlichen Umbau und der Neuhängung der Sammlung 2011 vom Treppenhaus aus sichtbar an der Stirnseite des ersten Saales. Trotz seiner emblematischen Bedeutung wird es gelegentlich ausgeliehen.

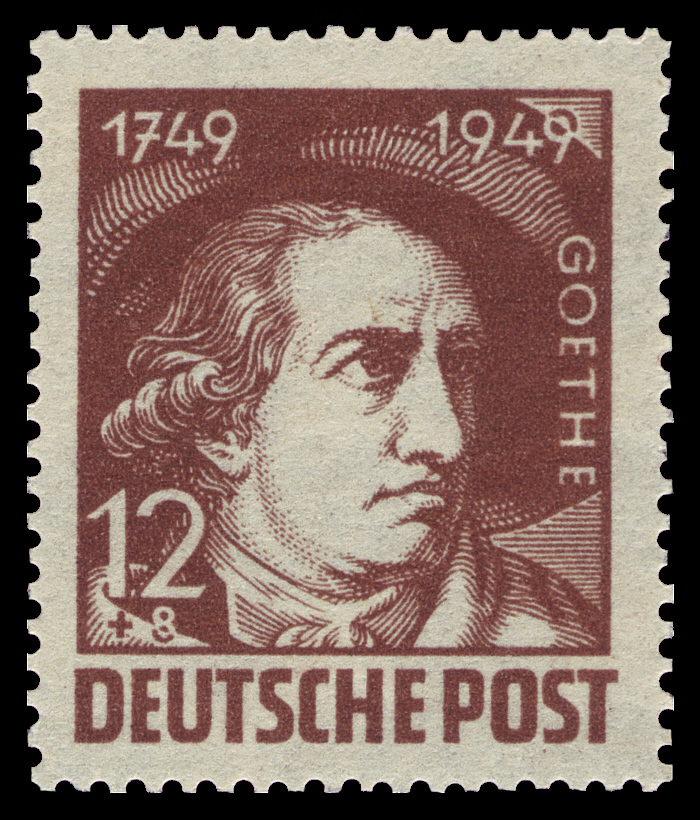
Tischbeins Gemälde war – auch in veränderter Komposition – immer wieder Ausgangspunkt populärer Goethe-Darstellungen, wie hier auf einer Briefmarke aus der SBZ von 1949

## Rezeption
Von Beginn der öffentlichen Präsentation des Bildes an prägte Tischbeins Darstellung das Goethebild in Deutschland. Erstmals öffentlich zu sehen war allerdings nicht Tischbeins Originalgemälde, sondern eine Kopie des Bildes von Karl Bennert, die zur Frankfurter Goethe-Feier im Jahr 1849 angefertigt wurde. Das Gemälde hing seither im Lesezimmer des Frankfurter Bürgervereins, bevor es von der Frankfurter Gesellschaft der Goethe-Freunde angekauft und dem  Freien Deutschen Hochstift im Goethe-Jahr 1932 für das neu erbaute Frankfurter Goethe-Museum geschenkt wurde. Heute ist die Kopie in Originalgröße im Italienraum der Goethe-Galerie im Deutschen Romantik-Museum zu sehen.
Goethe in der Campagna wurde vielfach kopiert und fand in Stichen weite Verbreitung. Zur Unterscheidung in der verzweigten Tischbein-Künstlerfamilie bekam Johann Heinrich Wilhelm Tischbein nach diesem Gemälde den Beinamen „Goethe-Tischbein“. Das Bild wurde in dieser Tradition als erste Darstellung eines Weltbürgers wahrgenommen. Die Pose Goethes ist hiernach diejenige eines Mächtigen, im Geiste der Aufklärung wird Bildung als Macht empfunden. Es bestimmte zudem lange Zeit über Reproduktionen in deutschen Schulbüchern das Italien- und Goethebild heranwachsender Generationen. In neuerer Zeit wird das Gemälde unterschiedlich beurteilt, Conrady etwa meinte 1982: „Ein Bild […], das den Porträtierten mit der Aura des Exzeptionellen umgibt und ihn den Betrachtenden nicht nahebringt, sondern von ihnen entfernt in jene Region, wo die Klassiker gewöhnlich aufbewahrt werden: verehrt und wenig gelesen.“ Seit 1996 befindet sich eine Kopie des Gemäldes am Entstehungsort, Tischbeins Atelier, in der römischen Casa di Goethe.

## Philatelistisches
Mit dem Erstausgabetag 7. Juni 2018 gab die Deutsche Post AG in der Serie Schätze aus deutschen Museen ein Postwertzeichen im Nennwert von 145 Eurocent mit dem Motiv des Gemäldes heraus. Der Entwurf stammt von den Grafikern Stefan Klein und Olaf Neumann aus Iserlohn.